# Браславски рејон
Браславски рејон (блр. Браслаўскі раён; рус. Браславский район) административна је јединица другог нивоа на крајњем западу Витепске области у Републици Белорусији. 
Административни центар рејона је град Браслав.

## Географија
Браславски рејон обухвата територију површине 2.270,07 км² и на 4. је месту по површини међу рејонима Витепске области. Граничи се са Мјорским и Шаркавшчинским рејонима на западу и са Паставским рејоном на југоистоку, док је на северу Литванија, а на западу Летонија.
Највећи део територије лежи на подручју Браславске греде, док крајњи југ обухвата низијско подручје уз реку Дисну. Најважнији водоток је река Западна Двина са својим притокама Дисном и Друјком. Рељефом рејона доминирају бројна језера која чине око 10% укупне површине рејона, а најбројнија су језера која припадају Браславској групи. На територији рејона постоји преко педесетак мањих и већих ујезерених површина. Највећа језера су Дривјати (36,1 км²), Снуди (22 км²), Струста (13 км²), Дрјукшјај (44,5 км²), Бохињско (13,2 км²), Укља (9,8 км²) и Јужна Волоса. На подручју рејона налази се и територија националног парка Браславска језера. 
Највиша тачка рејона налази се код села Смуљки и лежи на 210,6 метара надморске висине, док је најнижа тачка у долини Западне Двине на 97,7 метара. 
Око 26% површина територије је под шумама.

## Историја
Браславски рејон је основан у јануару 1940. и првотно је био део Вилејске области, а у границама Витепске области је од 1961. године. 
Вековима је ово подручје обухватало гранични појас између Велике Кнежевине Литваније и Руске Империје, а све до 1917. је било делом Ковенске губерније Русије. 

## Демографија
Према резултатима пописа из 2009. на том подручју стално је било насељено 29.175 становника или у просеку 13 ст/км².
| 1959.  | 1970.  | 1979.  | 1989.  | 1999.  | 2009.  |
| ------ | ------ | ------ | ------ | ------ | ------ |
| 59.132 | 49.603 | 42.229 | 35.708 | 36.123 | 29.175 |

Основу популације чине Белоруси са 64,59%, а следе Пољаци са 18,66% и Руси са 14,26%. Остали чине 2,49% популације. 
Административно, рејон је подељен на подручје града Браслава који је уједно и административни центар и варошице Видзи, те на 9 сеоских општина. На територији рејона постоји укупно 639 насељених места. 